# Ryszard Malczewski

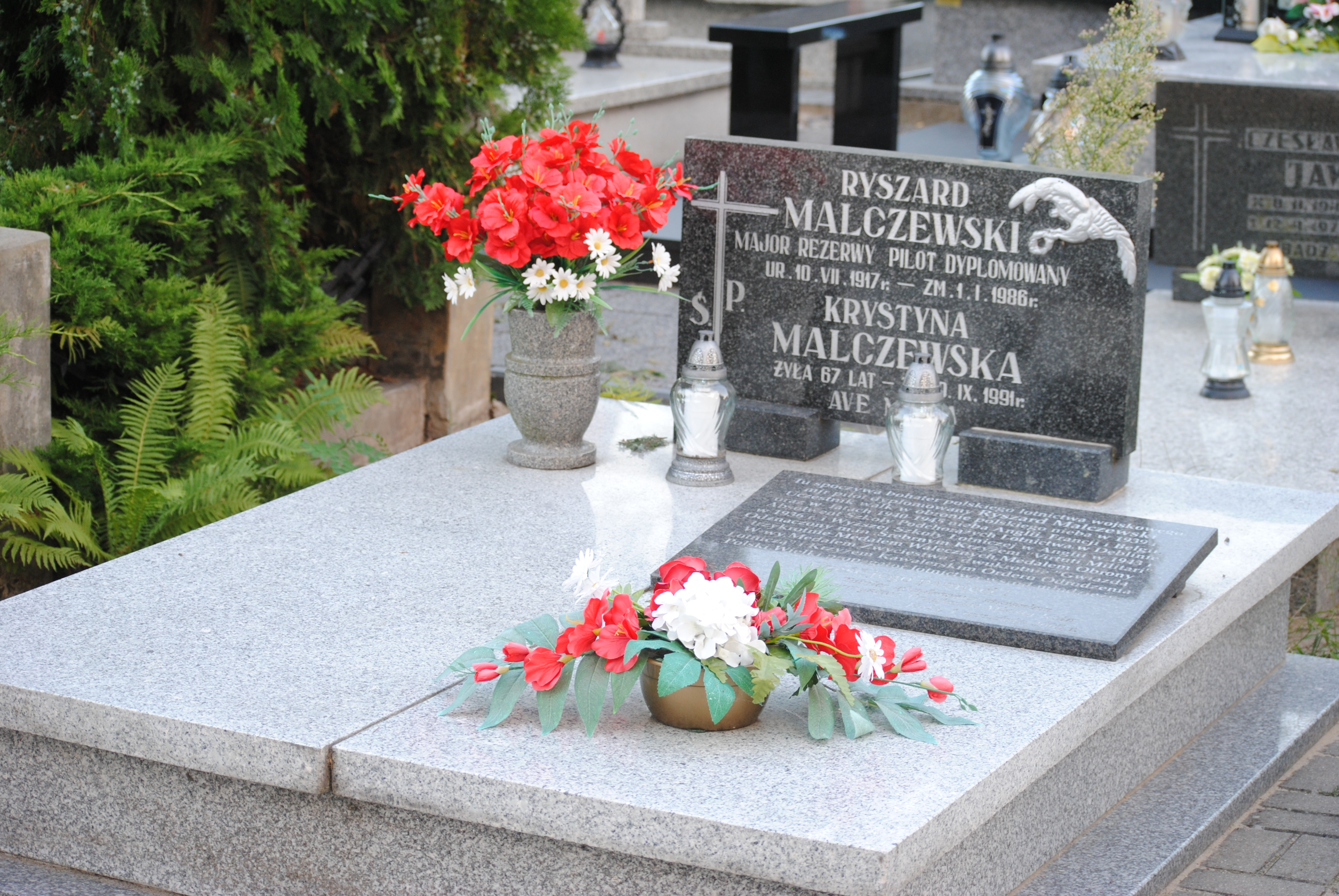
Grób Ryszarda Malczewskiego na cmentarzu rzymskokatolickim w Kole

Ryszard Malczewski (ur. 27 czerwca?/10 lipca 1917 w Kijowie, zm. 1 stycznia 1986 w Kole) – polski pilot wojskowy. Oficer Polskich Sił Powietrznych w Wielkiej Brytanii.

## Życiorys
Urodził się w rodzinie wojskowego Jana Malczewskiego, późniejszego pułkownika Polskich Sił Powietrznych i Zofii Malczewskiej z d. Chotkowskiej (Chodkowskiej). Ukończył Gimnazjum i Liceum im. Adama Mickiewicza w Poznaniu. Przeszedł następnie przeszkolenie szybowcowe i lotnicze przy Aeroklubie Poznańskim.
W 1937 rozpoczął naukę w Szkole Podchorążych Lotnictwa w Dęblinie, którą ukończył w 1939 ze 148. lokatą. Następnie jako podchorąży pilot rozpoczął służbę w 34 Eskadrze Rozpoznawczej. We wrześniu 1939 w składzie tej eskadry wykonał 3−4 loty rozpoznawcze i otrzymał awans na podporucznika. Po bitwie nad Bzurą przedostał się do Warszawy, gdzie walczył w składzie Lotniczego Batalionu Szturmowego. W nocy z 26 na 27 września wraz z podporucznikiem Bohdanem Andersem wyleciał z miasta samolotem PZL.5, po czym przekroczył granicę i udał się do Francji.
We Francji latał w X Kluczu Kominowym w Cognac. Po upadku Francji przedostał się do Wielkiej Brytanii. Od 3 maja 1941 latał w składzie 601 dywizjonu myśliwskiego RAF, następnie krótko w dywizjonie 303. Latem 1941 w stopniu porucznika został przydzielony do dywizjonu 306, w którym służył do 1942. W 1942 opuścił dywizjon by wziąć udział w kursie instruktorów, następnie był słuchaczem Wyższej Szkoły Lotniczej. Następnie powrócił do lotnictwa operacyjnego w dywizjonie 316, a później ponownie w dywizjonie 306.
Podczas II wojny światowej odbył około 170 lotów bojowych, a pod koniec wojny został ranny w czasie jednego z lotów. Odniósł 1 pewne zwycięstwo i ½ zwycięstwa prawdopodobnego. Po zakończeniu wojny powrócił do Polski i osiadł w Kole. W 1970 został awansowany do stopnia majora.
Zmarł 1 stycznia 1986 na zawał serca. Został pochowany na cmentarzu rzymskokatolickim w Kole.

## Odznaczenia
Odznaczony następującymi odznaczeniami:
- Krzyż Srebrny Orderu Virtuti Militari
- Krzyż Kawalerski Orderu Odrodzenia Polski
- Krzyż Walecznych (trzykrotnie)
- Medal Lotniczy
- Medal Zwycięstwa i Wolności 1945
- Medal za Warszawę 1939–1945
- Medal „Za zasługi dla obronności kraju”
- inne odznaczenia francuskie i brytyjskie

## Upamiętnienie
Od 2010 jest patronem ulicy na Osiedlu Warszawskim w Kole.